# Ichneumon furiosus
Ichneumon furiosus là một loài tò vò trong họ Ichneumonidae.